# اوست‌بورت
اوست‌بورت (به هلندی: Oostbuurt) یک منطقهٔ مسکونی در هلند است که در میدن-دلف‌لاند واقع شده‌است. اوست‌بورت ۱۴۰ نفر جمعیت دارد.